# Jorge Curi
Jorge Curi (Caxambu, 25 de fevereiro de 1920 - 23 de dezembro de 1985) destacou-se como radialista e locutor esportivo brasileiro, todavia também era formado em odontologia.
Criador do bordão "Gooool-aço-aço!", expressão usada quando um bonito gol era marcado num jogo. Jorge Curi é considerado um dos maiores locutores esportivos de seu tempo, ao lado de Oduvaldo Cozzi, Waldir Amaral e Doalcey Bueno de Camargo. 
O locutor esportivo, também narrou nove Copas do Mundo e duas Olimpíadas; além disto ele também acompanhou toda a carreira automobilística de Emerson Fittipaldi, os dois títulos mundiais do Santos e o título mundial do Clube de Regatas do Flamengo na Copa Intercontinental.

## Biografia
Filho do comerciante José Kalil Curi e de Maria Curi, teve oito irmãos, entre os quais, o cantor, compositor e humorista Ivon Curi e o também radialista Alberto Curi.
Em 1942, aos 22 anos, iniciou sua carreira na "Rádio Caxambu (ZYC-2)", uma emissora local que ajudou a criar quando convidado pelos dois proprietários da rádio. O timbre de sua voz chamaria a atenção de Silvio Caldas e Ari Barroso, que haviam ido à cidade de Caxambu pra realizarem um show.
Já no do Rio de Janeiro, com ajuda e indicações de Silvio Caldas, Jorge Curi faz um teste na Rádio Tupi; todavia acaba por ficar na Rádio Tamoio por um mês. Logo em seguida, aos 24 anos de idade, teve a chance de fazer um novo teste, desta vez gravou um Repórter Esso para a Rádio Nacional, emissora muito renomada na época; uma vez aprovado no teste, em 1944, aí permaneceu até 1970.
De inicio, na Rádio Nacional, além de noticiários, apresentou o programa dominical de calouros A Hora do Pato, programa no qual surgiram artistas como Angela Maria e Ellen de Lima. Em maio de 1944, no Estádio de São Januário, Jorge Curi inicia sua carreira de locutor esportivo ao narrar o jogo da Seleção Brasileira contra a do Uruguai, cujo placar final foi de 6x1 para os uruguaios. Jorge Curi, aos poucos, foi ganhando prestígio com suas locuções esportivas pela Rádio Nacional, anos depois viria a substituir Antonio Cordeiro como narrador titular da emissora.
No final da década de 1950 Jorge Curi ocupava a terceira posição em preferência de público e audiência; sendo ultrapassado apenas por Oduvaldo Cozzi na Rádio Mayrink Veiga, Waldir Amaral na Rádio Continental. Para atrair audiência Curi sugeriu pra Rádio Nacional contratar o jornalista João Saldanha pra ser comentarista nos jogos em que narrava.
Em 1962, Jorge Curi teria uma breve passagem pela então Rádio Guanabara; mas, por problemas de falta de estrutura nesta emissora, acabaria por retornar para a Rádio Nacional. Durante a Copa de 1970 a Rádio Nacional tranmitiu o evento em conjunto com a Rádio Globo e a Rádio Gaúcha (de Porto Alegre).
Em 1972 se transferiu da Rádio Nacional para a Rádio Globo, onde ficaria até 1984, ano em que seria demitido desta emissora em episódio polêmico. Pela Rádio Globo atinge então o auge de sua carreira, onde transmitia uma média de dois a três jogos por semana, e até 1976 Jorge Curi dividia as transmissões na emissora com Waldir Amaral, cada um narrando um tempo de jogo em sistema de revezamento.
Jorge Curi foi demitido da Rádio Globo dias após ter recebido o "Prêmio Velho Guerreiro", no Programa do Chacrinha, na TV Globo; na ocasião da entrega do prêmio o superintendente da rádio, Paulo Cesar Ferreira, lhe deu um beijo e afirmou no programa que Curi era o "melhor locutor do mundo". No final da última partida que narrou na Globo (Vasco da Gama X Botafogo), fez uma despedida e um desabafo contra os dois diretores que o demitiram, Paulo Cesar Ferreira e Jorge Guilherme [carece de fontes?], sendo substituído por Washington Rodrigues e José Carlos Araújo, em seu desabafo ele disse abertamente ter sido "tocaiado" por esses diretores citando o título de uma obra de Jorge Amado[carece de fontes?]. Considerado a voz padrão do rádio-jornalismo, alguns ouvintes da Rádio Globo mostraram-se indignados com a forma com que Jorge Curi foi dispensado da emissora.
Pouco depois, aproveitando a oportunidade de Curi ter sido dispensado de sua principal emissora concorrente, a Radio Tupi do Rio de Janeiro o contrata. Na Tupi, Jorge Curi passa a dividir o microfone com Doalcey Bueno de Camargo Na época a Rádio Globo passou a contar com a inovação de José Carlos Araújo narrando seus jogos, enquanto a Rádio Tupi investiu na tradição esportiva de Jorge Curi. Todavia, logo depois Curi viria a falecer.
Ganhou vários reconhecimentos por seu trabalho, como medalhas e troféus. Uma de suas relíquias era a bola com a qual a Seleção Brasileira ganhou o tricampeonato de futebol na Copa de 1970, no México; bola esta que continha a assinatura de todos os jogadores que participaram da partida final que sagrou o Brasil como campeão daquela competição.
Formado em odontologia pela Universidade Federal do Rio de Janeiro, Jorge Curi exerceu por 22 anos a profissão de dentista, em paralelo com a sua carreira profissional no rádio.
Torcedor do Flamengo, o que causava certo descontentamento por parte das demais torcidas devido a dificuldade que tinha em manter a imparcialidade quando se tratava de narrar jogos do rubronegro carioca.[carece de fontes?]
Durante muitos anos residiu no bairro carioca de Vila Isabel, num solar de arquitetura luxuosa eclética, adquirido em 1952 na rua Luiz Barbosa, número 15, nas proximidades da Praça Barão de Drumond, no centro do bairro.. Depois mudou-se para a Barra da Tijuca, residindo no Condomínio Nova Ipanema 
Sua morte ocorreu em Minas Gerais devido a um acidente automobilístico na BR-354 em Pouso Alto, próximo a Caxambu, cidade para onde se dirigia, vindo do Rio de Janeiro, aos festejos de Natal e de Ano Novo com seus familiares. No momento do acidente chovia na região, o veículo onde Curi viajava sozinho, derrapou, vindo a colidir em um ônibus de turismo que ia da cidade de Barra Mansa para a de Caxambu..
Casado desde 1947 com Nadir Curi, teve três filhos: Claúdia, Jorge e Rojane. Quando faleceu ainda tinha quatro netos. 
O nome de Jorge Cury foi dado à audioteca do Clube de Regatas do Flamengo, localizada em sua sede na Gávea.